# Престой (село)
Престой е село в Северна България. То се намира в община Трявна, област Габрово.
Нос Престой на Антарктическия полуостров е наименуван на селото.

## География
Село Престой се намира в планински район.

## История
До 9 септември 1944 г. селото се е наричало Джуровци. След това е прекръстено на Престой. Там са престоявали руските войски, преминавайки Стара планина през зимата на 1877 г. Оттам идва и новото име на селото.

## Културни и природни забележителности
Селото е обявено за курорт заради чистия планински въздух.

## Други
Една от махалите на селото е с колоритното име Сърбогъзи, която е повече от 200-годишна. Последният жител на махалата Боньо Митев е починал около 2010 година.